# 음력 10월
음력 10월(陰曆十月, 표준어: 음력시월) 또는 양월(陽月), 상월(上月), 상달(上달)은 음력에서 열 번째 달이다. 
이 달에는 중기인 소설과 절기인 입동 혹은 대설이 들어 있으며, 음력 10월 30일이 없는 해도 있다. 제사 중의 하나인 묘사(묘제)는 이때 지낸다.
월건은 해(亥)이다.

## 10월이윤달인 해
- 1984년 (양력 1984년 11월 23일 ~ 12월 21일, 29일간)[1]
- 2166년 (양력 2166년 11월 23일 ~ 12월 21일, 29일간)

## 기념일, 연중행사
- 음력 10월 3일 : 한국의 건국 신화에서 단군왕검이 나라를 세웠다는 날이다. 1949년부터는 양력 10월 3일(개천절)로 기념한다.

## 같이 보기
- 음력 360일